# Rhynchium khandalense
Rhynchium khandalense är en stekelart som beskrevs av Dusmet 1930. Rhynchium khandalense ingår i släktet Rhynchium och familjen Eumenidae. Inga underarter finns listade i Catalogue of Life.